# Windows Live Mail
Windows Live Mail (раніше мав назву Windows Live Mail Desktop і кодове ім'я Elroy) — більше недоступний безкоштовний поштовий клієнт від Microsoft. Був наступником клієнта Windows Mail із Windows Vista, який, в свою чергу, був наступником Outlook Express у складі Windows XP. Додаток був призначений для роботи під Windows 7, Windows Server 2008 R2, Windows 8 і Windows 8.1, також сумісний з Windows 10.

## Історія версій

### Версія 12 (Wave 2)
Перша версія Windows Live Mail була випущена 6 листопада 2007 року. Нумерація версій Windows Live Mail починається з 12, оскільки цей додаток є продовженням додатка Windows Mail, а не новим додатком. Windows Live Mail розроблений тією ж командою, яка написала Windows Mail.
Windows Live Mail володіє всіма функціями Windows Mail. Він також додає наступні нові функції:
- підтримка вебоблікових записів електронної пошти, включаючи Hotmail, Gmail і Yahoo! Mail Plus;
- відмінний користувальницький інтерфейс, який відповідає іншим додаткам Windows Live «Wave 2»;
- синхронізація з контактами Windows Live;
- підтримка RSS-каналів. Відомі функції включають можливість прямої відповіді електронною поштою автору елемента, який з'являється в RSS- каналі, і можливість агрегувати декілька каналів в одну папку. Для функції RSS потрібен Internet Explorer 7 або новіший;
- багаторядкові списки повідомлень;
- смайлики можуть використовуватися в електронних листах та інших функціях;
- перевірка орфографії в режимі онлайн;
- окремі папки для вхідних повідомлень для різних облікових записів по протоколу POP3;
- підтримка надсилання файлів зображень у повідомленнях електронної пошти за допомогою функції електронної пошти «Фото», яка завантажує зображення в вебслужбу та надсилає URL — адресу та ескізи поштою. Програма також може виконувати базову корекцію фотографій і застосовувати різні ефекти рамок до зображень.

### Версія 2009 (Wave 3)
Бета-версія Windows Live Mail була випущена у вересні 2008 року. Вона оснащена новим користувацьким інтерфейсом, який, як і інші бета-версії Windows Live «Wave 3», випущені в той самий час, не має значків на кнопках панелі інструментів. Вона також має нову функцію календаря — події календаря автоматично синхронізуються між Windows Live Mail і вебкалендарем Windows Live. Це була остання версія, що працювала на Windows XP.
Версія 2009 все ще містить таку ж проблему з поштою, підписаною MIME, що й Outlook Express.

### Версія 2011 (Wave 4)
Перша бета-версія стала доступна 24 червня 2010 року, включала спортивні стрічки в інтерфейсі користувача та панелі календарів. Друга бета-версія з'явилася з новим початковим екраном та іншими незначними оновленнями. Фінальна версія Windows Live Mail 2011 була випущена 30 вересня 2010 року, разом з пакетом Windows Live Essentials 2011. Для роботи була потрібна Windows Vista або пізніша версія Windows. Windows XP більше не підтримувалась.

### Версія 2012 (Wave 5)
7 серпня 2012 року Microsoft випустила нову версію Windows Essentials 2012, яка включала Windows Live Mail 2012. Windows Vista більше не підтримувалась. Вимагалась Windows 7, Windows Server 2008 R2 або пізніші версії Windows і Windows Server.

## Відмінності від «Windows Mail»
Хоча Windows Live Mail і є наступником Windows Mail із Windows Vista, між ними є безліч відмінностей по функціональності, до них відносяться:
- можливість перегляду і редагування електронної пошти в HTML-коді відсутня в Windows Live Mail;
- відсутня можливість налаштування полів;
- сценарій для Windows Live Mail 2011 можна знайти в Cloudeight Stationery;
- локально встановлена довідкова документація відсутня в Windows Live Mail;
- підтримка використання різних поштових скриньок з окремими папками (Вхідні, Небажані і т. д.), додана в Windows Live Mail;
- підтримка DeltaSync — пропрієтарного протоколу для доступу до облікових записів Windows Live Hotmail, додана в Windows Live Mail;
- підтримка WebDAV (вебоблікові записи електронної пошти), додана в Windows Live Mail;
- можливість виконувати повнотекстовий пошук за індексом в Windows Live Mail, якщо встановлено Windows Search.

## Заміна
Microsoft оголосила, що Outlook.com припиняє підтримку Windows Live Mail протягом 2016 року, відмовившись від підтримки протоколу DeltaSync, і пропонує використовувати додаток «Пошта», включений до складу Windows 8 і пізніших версій Windows (доступний також в Microsoft Store), в якості заміни Windows Live Mail. Хоч підтримка DeltaSync і була припинена станом на 30 червня 2016 року, Windows Live Mail 2011 і 2012 продовжують працювати з обліковими записами електронної пошти Hotmail, використовуючи протоколи IMAP або POP3, замість DeltaSync. Gmail і інші постачальники електронної пошти все ще підтримують DeltaSync, тому користувачі можуть використовувати Windows Live Mail з обліковими записами електронної пошти, відмінними від Microsoft.
Функціональність календаря Windows Live Mail замінюється додатком «Календар» (включено до складу Windows 10 і доступно в Microsoft Store). Прямої заміни для функцій RSS-стрічки Windows Live Mail немає.
Підтримка Windows Essentials 2012, включаючи Windows Live Mail 2012, завершена 10 січня 2017 року. Windows Essentials більше не доступний для завантаження з сайту Microsoft.